# 以色列死刑制度
死刑在以色列是一种合法的刑罚。在这个国家的历史上，只判处过两次死刑，而且只对战争期间犯下的罪行，如种族灭绝罪、反人类罪、战争罪、反犹太人罪、叛国罪和某些军事法下的罪行判处死刑。
以色列继承了英国授权的巴勒斯坦法典，其中包括对几种罪行判处死刑，但在1954年，以色列废除了对谋杀犯的死刑。虽然死刑在法律上是一种合法判决，但以色列几乎不使用死刑。最后一次执行死刑是在1962年，当时大屠杀主犯阿道夫·艾希曼因种族灭绝和反人类罪被处以绞刑。以色列最后一次判处死刑是在1988年，当时约翰·德米扬鲁克因战争罪和反人类罪被判处死刑，但是他的判决（和定罪）后来在1993年向以色列最高法院上诉后被推翻。自20世纪90年代以来，以色列检察官没有再要求法庭判处死刑。

## 历史
以色列很少使用死刑，部分原因可能是犹太教法的影响。圣经中的律法明确规定对36种犯罪判处死刑，从谋杀、通奸到偶像崇拜和亵渎安息日。然而，在古代以色列，死刑很少执行。自公元元年以后，犹太学者就制定了对死刑的诸多限制，以防止处决无辜者，因此死刑在实际上已被废除。摩西·迈蒙尼德认为，如果没有绝对把握就处决被告，将导致证据变得越来越没有意义，直到我们仅仅“根据法官的反复无常”来定罪。他关心的是维护公众对法律的尊重，认为犯罪造成的恶果比不作为造成的恶果更具威胁性。保守派犹太宗教领袖和学者认为，即使在政治暗杀等极端情况下，也不应使用死刑。
当现代的以色列在1948年建立时，它继承了英国托管地的法律，只做了一些微调，因此保留死刑。第一次处决发生在以色列独立战争期间，当时以色列军官梅厄·托比安斯基被诬告从事间谍活动。他在军事法庭上被判有罪之后被行刑队处决，但后被证明无罪。
1948年12月委员会决定如果再出现死刑判决，必须上报上诉法院，得到批准后才可以执行。以色列民事法院对两名被判犯有谋杀罪的阿拉伯人做出第一次死刑判决，于1949年11月得到上诉法院的确认，但由于哈伊姆·魏茨曼总统反对死刑，判决被减刑为终身监禁。1949年7月，以色列内阁首次考虑废除死刑。
1950年，以色列有7名杀人犯被判死刑。1951年，以色列内阁再次提议废除死刑。1950年的《纳粹和纳粹同伙惩罚法》对最严重的罪行规定了强制性的死刑判决。1952年，该法首次对耶切克尔·英格斯特判处死刑，罪行是虐待和殴打其他犹太人而涉嫌反人类罪。但是他失去了一条腿并且患有心脏病，法院建议对这次死刑判决予以减刑。英格斯特曾入狱服刑，后来被赦免，但在获释后不久就去世了。1953年，又一个谋杀犯被判处死刑，但并未执行。六年后，被定罪的凶手获得了总统特赦。
1954年，议会投票废除对谋杀罪的死刑。对战争罪、危害人类罪、危害犹太人民罪、叛国罪和战时军事法规定的某些罪行保留死刑。
1962年，第二次处决，也是唯一一次民事处决发生在阿道夫·艾希曼在1961年被判犯有与大屠杀有关的纳粹战争罪后被处以绞刑的时候。
在接下来的几十年里，被判犯有恐怖主义罪行的人偶尔会被判处死刑，但这些判决总是会被减刑。1988年，战争期间纳粹死亡集中营的警卫约翰·德米扬鲁克被囚犯们戏称为“恐怖伊万”，因犯有战争罪被判死刑，但后来上诉时判决被推翻。20世纪90年代中期，要求对面临恐怖主义指控的人判处死刑的做法停止了。
在2011年伊塔马尔袭击事件之后，死刑问题再次短暂地出现。预计以色列军事检察官将寻求对肇事者判处死刑，但最终没有这样做。尽管如此，法官在决定对其中一名罪犯的判决时认真考虑过判处死刑，但最终决定不判处死刑，因为检方没有提出要求。
在2015年3月的选举中，以色列是我们的家园的竞选纲领包括对恐怖分子判处死刑。同年7月，一名该党成员提出了一项法案，允许多数主审法官判处一名恐怖分子死刑。该法案在一读时以94-6票被否决。

### 要求判处死刑
以色列政界人士有时呼吁对特定罪犯判处死刑。2010年，议会成员阿尤布·卡拉呼吁对塔普亚交叉路口持刀行凶者判处死刑。2017年，包括总理本雅明·内塔尼亚胡在内的政治人物呼吁对2017年哈拉米什持刀袭击案的行凶者判处死刑。政府的代表计划向议会提出一项法案，允许对恐怖份子判处死刑。2018年1月，以色列议会以52票对49票的初步投票通过了一项法案，该法案使军事法庭更容易宣判死刑。内塔尼亚胡投了赞成票，但后来表示，该法案需要部长们进行“更深入的讨论”，才能再次投票表决。内塔尼亚胡表示，他将支持一项将死刑作为普遍惩罚的法案。如果拟议的法案成为法律，它将允许约旦河西岸（包括东耶路撒冷）的以色列国防军军事法庭对那些被判犯有恐怖主义罪的人判处死刑，但必须得到一个法官小组的多数同意。
阿维格多·利伯曼和他的以色列是我们的家园党强烈支持对恐怖分子判处死刑。

## 被处决者
|   | 被处决者        | 处决日期      | 罪行                                                                                   | 时任总统       | 方式   |
| - | --------------- | ------------- | -------------------------------------------------------------------------------------- | -------------- | ------ |
| 1 | 梅厄·托比安斯基 | 1948年6月30日 | 叛国罪（可能无罪）                                                                     | 哈伊姆·魏茨曼  | 行刑队 |
| 2 | 阿道夫·艾希曼   | 1962年5月31日 | 危害人类罪和战争罪，危害犹太人民罪以及成为一个非法组织的成员涉及杀害许多犹太人的罪行。 | 伊扎克·本-兹维 | 绞刑   |